# Eric Bledsoe
Eric Bledsoe (* 9. Dezember 1989 in Birmingham, Alabama) ist ein US-amerikanischer Basketballspieler, der derzeit ein Free Agent in der NBA ist.

## Karriere

### College
Er spielte in seiner Collegekarriere für die University of Kentucky Wildcats, aber meist als Shooting Guard, nicht als Point Guard, seiner bevorzugten Position. Als er in die NBA wechselte, hatte er in einem Jahr für die Wildcats im Durchschnitt 11,3 Punkte erzielt.

### NBA
Bledsoe wurde in der NBA-Draft 2010 als 18. Pick von den Oklahoma City Thunder ausgewählt und kurz darauf zu den Los Angeles Clippers transferiert. Am Ende seiner ersten Spielzeit wurde er ins All-Rookie Second Team gewählt. 2012 wurde Bledsoe für kurze Zeit an das Farmteam der Clippers, den Bakersfield Jam, ausgeliehen. Er blieb jedoch weiterhin Backup von Chris Paul. Aufgrund seiner Athletik und spektakulären Spielweise wurde Bledsoe während seiner Zeit bei den Clippers auch „Mini-LeBron“ genannt.

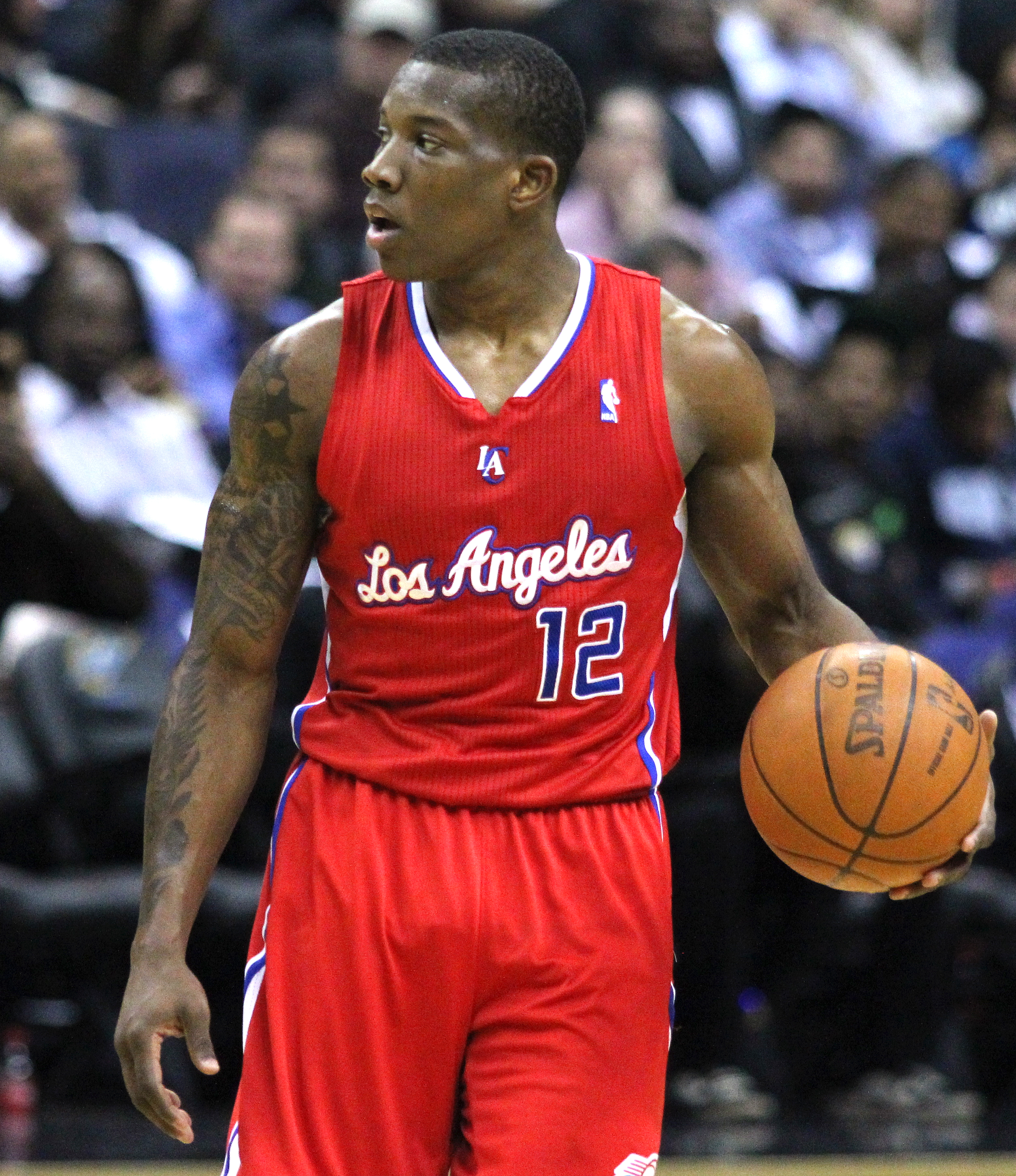
Bledsoe im Trikot der Clippers (2011)

Nach einem starken dritten Jahr, in dem er 8,5 Punkte, 3,0 Rebounds und 3,1 Assists pro Spiel erzielte, wurde Bledsoe am 10. Juli 2013 von den Clippers zu den Phoenix Suns transferiert. Bei seinem Debüt unterstützte er das Team mit 22 Punkte, 6 Rebounds und 7 Assists in einem 104:91-Sieg über die Portland Trail Blazers. Bei den Suns gelang Bledsoe in der Saison 13/14 endgültig der Durchbruch. Er steigerte seine statistischen Werte auf 17,7 Punkte, 4,7 Rebounds und 5,5 Assists pro Spiel. Im Sommer 2014 erhielt er daraufhin eine Vertragsverlängerung von 70 Millionen US-Dollar für fünf Jahre.
Nach einer weiteren guten Saison bei den Suns verletzte er sich in der Saison 15/16 am Meniskus im linken Knie, womit er nur 31 Spiele für die Suns absolvieren konnte. Bis dahin hatte er mit 20,4 Punkten pro Spiel, seine individuell beste Saison gespielt. Er kehrte in der Saison 16/17 wieder zurück von seiner Verletzung. Während die Saison für sein Team, die Suns, nicht besonders gut verlief, konnte Bledsoe seine individuellen Werte aus dem Vorjahr sogar noch verbessern. Außerdem erzielte er in dieser Saison erstmals mehr als 40 Punkte in seiner NBA-Karriere. Dies gelang ihm in der Saison ganze dreimal.
Am Anfang der Saison 17/18 beschwerte Bledsoe sich öffentlich via Social Media über sein Team, den Phoenix Suns. Daraufhin wurde Bledsoe ein paar Wochen später von den Suns zu den Milwaukee Bucks getradet. Die Suns bekamen als Gegenwert Center Greg Monroe, sowie jeweils einen geschützten Erstrunden- und Zweitrunden-Pick für den NBA-Draft 2018. Bei den Bucks entwickelte sich Bledsoe als Starting Point Guard zu einem der besten Verteidiger auf seiner Position und wurde 2019 in das NBA All-Defensive First Team und 2020 NBA All-Defensive Second Team berufen. Trotz eines guten Bucksteams konnten die Bucks in beiden Jahren nicht das NBA-Finale erreichen.
Vor der Saison 20/21 wurde er zusammen mit zwei künftigen Erstrundenpicks sowie dem zweimaligen Recht, den Erstrundenpick zu tauschen, in einem 4-Team-Trade zu den New Orleans Pelicans geschickt. Im Gegenzug wechselte Jrue Holiday zu den Bucks. Im August 2021 wurde Bledsoe für Jonas Valanciunas von den New Orleans Pelicans zu den Memphis Grizzlies getraded. In einem weiteren Trade um Patrick Beverley, Rajon Rondo, Daniel Oturu kam er von den Memphis Grizzlies zu den Los Angeles Clippers. Im Februar 2022 tradeten die Clippers Bledsoe zu den Portland Trail Blazers und im Gegenzug wechselte unter anderem Forward Robert Covington nach Los Angeles. Ohne ein Spiel bestritten zu haben, verzichten die Portland Trail Blazers seit Juli 2022 auf die basketballerischen Dienste von Bledsoe.

## Karriere-Statistiken

### NBA

#### Reguläre Saison
| Saison  | Team              | GP  | GS  | MPG  | FG%  | 3P%  | FT%  | RPG | APG | SPG | BPG | PPG  |
| ------- | ----------------- | --- | --- | ---- | ---- | ---- | ---- | --- | --- | --- | --- | ---- |
| 2010–11 | L.A. Clippers     | 81  | 25  | 22.7 | .424 | .276 | .744 | 2.8 | 3.6 | 1.1 | 0.3 | 6.7  |
| 2011–12 | L.A. Clippers     | 40  | 1   | 11.6 | .389 | .200 | .636 | 1.6 | 1.7 | 0.8 | 0.4 | 3.3  |
| 2012–13 | L.A. Clippers     | 76  | 12  | 20.4 | .445 | .397 | .791 | 3.0 | 3.1 | 1.4 | 0.7 | 8.5  |
| 2013–14 | Phoenix           | 43  | 40  | 32.9 | .477 | .357 | .772 | 4.7 | 5.5 | 1.6 | 0.3 | 17.7 |
| 2014–15 | Phoenix           | 81  | 81  | 34.6 | .447 | .324 | .800 | 5.2 | 6.1 | 1.6 | 0.6 | 17.0 |
| 2015–16 | Phoenix           | 31  | 31  | 34.2 | .453 | .372 | .802 | 4.0 | 6.1 | 2.0 | 0.6 | 20.4 |
| 2016–17 | Phoenix           | 66  | 66  | 33.0 | .434 | .335 | .847 | 4.8 | 6.3 | 1.4 | 0.5 | 21.1 |
| 2017–18 | Phoenix/Milwaukee | 74  | 74  | 31.4 | .473 | .347 | .795 | 3.8 | 5.0 | 2.0 | 0.6 | 17.7 |
| 2018–19 | Milwaukee         | 78  | 78  | 29.1 | .484 | .329 | .750 | 4.6 | 5.5 | 1.5 | 0.4 | 15.9 |
| 2019–20 | Milwaukee         | 61  | 61  | 27.0 | .475 | .344 | .790 | 4.6 | 5.4 | 0.9 | 0.4 | 14.9 |
| 2020–21 | New Orleans       | 71  | 70  | 29.7 | .421 | .341 | .687 | 3.4 | 3.8 | 0.8 | 0.3 | 12.2 |
| 2021–22 | L.A. Clippers     | 54  | 29  | 25.2 | .421 | .313 | .761 | 3.4 | 4.2 | 1.3 | 0.4 | 9.9  |
| Gesamt  | Gesamt            | 756 | 568 | 27.8 | .452 | .336 | .784 | 3.9 | 4.7 | 1.4 | 0.5 | 13.7 |

#### Play-offs
| Saison  | Team          | GP | GS | MPG  | FG%  | 3P%  | FT%  | RPG | APG | SPG | BPG | PPG  |
| ------- | ------------- | -- | -- | ---- | ---- | ---- | ---- | --- | --- | --- | --- | ---- |
| 2011–12 | L.A. Clippers | 11 | 0  | 17.2 | .587 | .429 | .625 | 2.4 | 2.1 | 1.2 | 0.4 | 7.9  |
| 2012–13 | L.A. Clippers | 6  | 0  | 16.2 | .500 | .111 | .667 | 2.5 | 3.0 | 0.3 | 0.5 | 6.5  |
| 2017–18 | Milwaukee     | 7  | 7  | 32.1 | .440 | .318 | .700 | 3.4 | 3.7 | 1.0 | 0.9 | 13.6 |
| 2018–19 | Milwaukee     | 15 | 15 | 28.3 | .411 | .236 | .706 | 3.7 | 4.3 | 1.1 | 0.4 | 13.7 |
| 2019–20 | Milwaukee     | 9  | 9  | 29.7 | .388 | .250 | .808 | 4.6 | 5.9 | 1.2 | 0.7 | 11.7 |
| Gesamt  | Gesamt        | 48 | 31 | 25.0 | .441 | .254 | .712 | 3.4 | 3.8 | 1.0 | 0.5 | 11.1 |